# 盛田幸妃
盛田 幸妃（もりた こうき、1969年〈昭和44年〉11月21日 - 2015年〈平成27年〉10月16日）は、北海道茅部郡鹿部町出身のプロ野球選手（投手）。1994年から1997年までの登録名は盛田 幸希。

## 経歴

### 現役時代
鹿部クラップーズで野球を始め、鹿部中学校時代は山本鉄弥の指導を受けた。函館有斗高校在学時は上野美記夫の指導を受け、3度の甲子園出場を経験した。3年時の1987年に開催された夏（第69回選手権大会）では、1回戦で上原晃を擁する沖縄水産高校に敗退した。同年秋のプロ野球ドラフト会議で長嶋一茂のクジを外した横浜大洋ホエールズから1位指名を受け、契約金4800万円、年俸420万円（金額は推定）で入団した。
1988年5月21日の中日ドラゴンズ戦で一軍デビュー。
1992年、途中休養の須藤豊に代わり監督に就いた江尻亮によって5月下旬に先発から中継ぎに転向し、中継ぎとして登板した出場がほとんど（この年は52試合中46試合）でありながら規定投球回に達し、最優秀防御率のタイトルを獲得し自己最多チーム最多の14勝を挙げた。オールスターゲームにも監督推薦で初出場。佐々木主浩とともに「ダブルストッパー」と呼ばれる。
1993年は、先発転向の予定だったが、春季キャンプ前の1月11日に自主トレのテニス中に右ひざ靭帯を断裂、全治3ヶ月の診察を受ける。球団はこの年から横浜ベイスターズに名称を変更し、ユニフォームのデザインも一新されたが、春季キャンプ不参加となったことでそれを着用しての写真撮影もなかった。そのため、選手名鑑には顔写真にベイスターズの帽子とユニフォームを粗く切り貼りしたものが掲載された。当初は、手術（2月2日）から一軍復帰まで6ヶ月という予定であったが、6月には一軍に復帰した。しかし、精彩を欠き、防御率は6点台に終わる。
1994年に登録名を「盛田 幸妃」から「盛田 幸希」（読みは同じ）に変更。同時に前年引退した斉藤明夫から背番号17を受け継ぐ。この年に開幕前に右ひじを手術した佐々木に代わり、前半戦のクローザーを務めた。
1995年はリーグ最多登板、オールスターゲームに監督推薦で2度目の出場。
1996年に監督の大矢明彦による大規模コンバートの一環として先発投手に転向し、オープン戦でも好成績を収めたこともありレギュラーシーズン開幕投手を務める。しかし、リリーフとの調整法の違いや先発投手転向に伴いフォームの変更をしたことにより制球に苦しむようになり、危険球で退場処分されたのを機に成績が落ち始める（特に7月13日の対読売ジャイアンツ戦に先発登板した試合は、内角球の死球により警告試合が宣告された後に逆球のボールが打者頭部近くにいったため、死球では無かったのにもかかわらず退場になってしまった。この試合がこの年の最後の先発登板になった）。
1997年、先発投手として前年のチームの勝ち頭だった斎藤隆が右肘の手術に伴い戦線離脱する（結局この年は登板なし）など投手不足のために先発陣に据え置かれ、この年もオープン戦で好投したこともあり2年連続で開幕投手（中日ドラゴンズ戦）となるが、1回裏に立浪和義に先頭打者本塁打を打たれる。この試合はナゴヤドーム初の公式戦であり、同球場の第1号の被本塁打投手となった。7回表の攻撃で一軍初出場の代打多村仁と交代し降板。6回3失点で敗戦投手となり、盛田はナゴヤドームでの敗戦投手第1号ともなった。4月の1ヶ月ローテーションは入ったものの勝てない上に投球内容も悪かった事もあり二軍降格（5試合先発0勝4敗防御率7.66）。この年の一軍先発登板は4月以降は無かった。以後、肘の故障もありリリーフとしても登板も敗戦処理が多くチームが好調だったこともあり試合数が減少、その間若手投手が台頭しチームは快進撃もあり7年ぶりにAクラス入りしたが、盛田はオールスター以後はほぼ一軍登板も無かった、。閉幕後、外野手の波留敏夫がプロ野球脱税事件関与の疑いで翌年開幕からの出場停止処分を下された横浜と、リリーフ投手の佐野重樹が肘の手術により来季絶望となった近鉄バファローズの思惑が一致し、中根仁との交換トレードで近鉄へ移籍。
1998年に登録名を「幸妃」に戻す。近鉄移籍後はリリーフ専任に戻り開幕から好投していたが、5月末頃から右足首の違和感や麻痺などが起こり次第に状態が悪化、7月7日の対日本ハム戦で2点リードの場面で登板するが球が大きくバラつき四球を出すと次に出た代打小笠原道大にプロ初本塁打を打たれ追いつかれる。この試合後に登録を抹消され8月頭に復帰したが乱調が変わらず、8月12日復帰二試合目の対ダイエーホークス戦では5失点の大炎上となった。翌日の8月13日に一軍登録抹消。検査の結果、ゴルフボール大の髄膜腫（良性の脳腫瘍）が見つかり、9月に摘出手術を受ける。このとき医師から「スポーツ脳に腫瘍があり、普通の生活に戻れても、野球選手としては諦めなければならないかもしれない」と通告されたという。手術後も右足に麻痺が残る後遺症があったがリハビリで克服。
1999年8月には二軍戦に登板できるようになり、同年シーズン最終戦で一軍復帰した。
2001年6月13日の福岡ダイエーホークス戦、同点の5回裏一死一・二塁で登板してピンチを抑え、7回表にチームが勝ち越して1082日ぶりの勝利投手となる。また、7月4日の対千葉ロッテマリーンズ戦、同点の10回表無死満塁で登板してわずか2球（一邪飛、遊併殺）でピンチを抑え、その裏にチームがサヨナラ勝ちを収めて2勝目を挙げるなど、この年は34試合に登板し近鉄の12年振りのリーグ優勝に貢献する。オールスターゲームにも中継ぎ投手部門でファン投票1位で選ばれ、カムバック賞を受賞。2024年度シーズン終了時点で、パシフィック・リーグから同賞を贈られた最後の選手である。
2002年9月25日に、同年シーズン限りでの現役引退を表明。10月6日のオリックス・ブルーウェーブ戦（大阪ドーム）で引退試合が行われ、5年振りに先発をした。同年オフに球団職員として横浜ベイスターズに復帰した。

### 引退後
横浜ベイスターズ球団職員を務めながら、TBSラジオ専属の野球解説者として活躍。TBSニュースバードと北海道放送（HBC）のテレビ・ラジオ中継のゲスト解説者としても客演（HBCラジオ向けの裏送り中継によく登場した）。高校時代の在学地・函館で例年2日間開催される北海道日本ハムファイターズの主催試合では、両日共にHBCラジオで解説を務めた。キャッチコピーは「奇跡のリリーバー」。またライツ・スポーツネットワークの講師の一人としても活動していた。また、HBCラジオの中継リスナーの間でも人気があったこともあり、2010年から3年間、年末にHBCラジオ「ファイターズDEナイト!」とタッグを組んだ特別番組「盛田DEナイト!」を放送していた。
2005年の夏に脳腫瘍が再発、2006年2月に除去手術を受けて成功したものの、2010年に脳腫瘍の転移による骨腫瘍が発生。2013年には脳腫瘍も再発、骨への転移と手術も繰り返すようになった。
2014年の春には大腿骨を骨折、2015年に入って全身に癌が転移し自宅療養に入っていたが、10月16日午前、横浜市内の自宅で転移性悪性腺腫のため死去。45歳没。

## 選手としての特徴
シュートを武器とした厳しい内角攻めで知られ、落合博満が特に苦手にしていた投手であり、通算50打数9安打（打率.180）に抑えられている。近鉄に入団してからは、変化球でゴロを打たせるスタイルにモデルチェンジし、それがカムバック賞に繋がったと小谷正勝コーチが後年振り返っている。

## 人物
父親は北海道で漁師をしていた。プロ入り前、父親が出漁中に虫垂炎にかかり、大洋漁業の船に収容されて一命を取りとめた。自身が大洋にドラフト指名された後、「今度は僕が助ける番」と恩返しを誓い、話題を呼んだ。
5歳の時に実弟をリンパ肉腫で亡くす。弟が遺したおもちゃのグラブで遊ぶようになったのが、野球生活の原点という。
顔立ちに似合わず豪快な人物で、盛田本人が「年俸1億もらっていたけど、貯金はゼロ。全部酒に使った」という酒豪で知られた。シーズン中でも二日酔いの状態で登板し、それでも抑えるため、コーチ陣も注意してくることはなかったという。同僚の有働克也と仲が良く、キャンプでは有働とともに部屋をスナック化し、コーチの部屋にイタズラ電話をしたり、早朝4時に後輩を呼びつけて酒を飲ませるなどしながら、1ヶ月間不眠で酒をあおっていたという。
また、「野球で努力するというのが分からない。練習してないから」と豪語。タイトルを獲っていたこともあり、(特権的に)午前で練習を切り上げ、午後から毎日1台のペースでラジコンカーを作り、他の選手が練習している脇でモーター音を鳴らして遊んでいたといい、盛田は「そりゃトレードに出したくなるよね」と述べている。
2017年に鹿部町長となった盛田昌彦は親戚である。

## 詳細情報

### 年度別投手成績
| 年 度      | 球 団      | 登 板 | 先 発 | 完 投 | 完 封 | 無 四 球 | 勝 利 | 敗 戦 | セ 丨 ブ | ホ 丨 ル ド | 勝 率 | 打 者 | 投 球 回 | 被 安 打 | 被 本 塁 打 | 与 四 球 | 敬 遠 | 与 死 球 | 奪 三 振 | 暴 投 | ボ 丨 ク | 失 点 | 自 責 点 | 防 御 率 | W H I P |
| ---------- | ---------- | ----- | ----- | ----- | ----- | -------- | ----- | ----- | -------- | ----------- | ----- | ----- | -------- | -------- | ----------- | -------- | ----- | -------- | -------- | ----- | -------- | ----- | -------- | -------- | ------- |
| 1988       | 大洋 横浜  | 3     | 2     | 0     | 0     | 0        | 0     | 0     | 0        | --          | ----  | 23    | 4.1      | 6        | 3           | 4        | 0     | 0        | 3        | 1     | 0        | 6     | 6        | 12.46    | 2.31    |
| 1990       | 大洋 横浜  | 7     | 3     | 0     | 0     | 0        | 0     | 0     | 0        | --          | ----  | 87    | 19.0     | 21       | 7           | 10       | 0     | 1        | 11       | 2     | 0        | 17    | 17       | 8.05     | 1.63    |
| 1991       | 大洋 横浜  | 26    | 1     | 0     | 0     | 0        | 1     | 1     | 0        | --          | .500  | 188   | 43.0     | 49       | 10          | 15       | 0     | 3        | 37       | 0     | 0        | 27    | 24       | 5.02     | 1.49    |
| 1992       | 大洋 横浜  | 52    | 6     | 1     | 0     | 0        | 14    | 6     | 2        | --          | .700  | 539   | 131.2    | 100      | 9           | 51       | 4     | 6        | 80       | 4     | 0        | 37    | 30       | 2.05     | 1.15    |
| 1993       | 大洋 横浜  | 22    | 0     | 0     | 0     | 0        | 3     | 2     | 3        | --          | .600  | 201   | 43.2     | 57       | 7           | 18       | 1     | 4        | 30       | 1     | 0        | 35    | 31       | 6.39     | 1.72    |
| 1994       | 大洋 横浜  | 46    | 0     | 0     | 0     | 0        | 8     | 4     | 16       | --          | .667  | 290   | 72.2     | 56       | 4           | 19       | 0     | 5        | 59       | 1     | 0        | 22    | 20       | 2.48     | 1.03    |
| 1995       | 大洋 横浜  | 57    | 0     | 0     | 0     | 0        | 8     | 4     | 5        | --          | .667  | 311   | 73.0     | 65       | 4           | 27       | 2     | 8        | 60       | 2     | 0        | 25    | 16       | 1.97     | 1.26    |
| 1996       | 大洋 横浜  | 28    | 15    | 1     | 0     | 1        | 5     | 9     | 0        | --          | .357  | 479   | 107.2    | 126      | 13          | 32       | 1     | 7        | 77       | 4     | 0        | 70    | 65       | 5.43     | 1.47    |
| 1997       | 大洋 横浜  | 32    | 5     | 0     | 0     | 0        | 1     | 7     | 2        | --          | .125  | 268   | 59.1     | 74       | 8           | 19       | 3     | 3        | 39       | 3     | 1        | 41    | 35       | 5.31     | 1.57    |
| 1998       | 近鉄       | 32    | 0     | 0     | 0     | 0        | 5     | 1     | 1        | --          | .833  | 149   | 34.0     | 30       | 3           | 20       | 2     | 2        | 19       | 1     | 0        | 13    | 11       | 2.91     | 1.47    |
| 1999       | 近鉄       | 1     | 0     | 0     | 0     | 0        | 0     | 0     | 0        | --          | ----  | 2     | 0.1      | 0        | 0           | 1        | 0     | 0        | 1        | 0     | 0        | 0     | 0        | 0.00     | 3.00    |
| 2000       | 近鉄       | 3     | 0     | 0     | 0     | 0        | 0     | 0     | 0        | --          | ----  | 14    | 2.0      | 3        | 1           | 3        | 0     | 2        | 3        | 0     | 0        | 4     | 4        | 18.00    | 3.00    |
| 2001       | 近鉄       | 34    | 0     | 0     | 0     | 0        | 2     | 0     | 0        | --          | 1.000 | 104   | 21.2     | 25       | 3           | 11       | 1     | 5        | 14       | 0     | 1        | 18    | 17       | 7.06     | 1.66    |
| 2002       | 近鉄       | 2     | 1     | 0     | 0     | 0        | 0     | 0     | 0        | --          | ----  | 3     | 0.2      | 0        | 0           | 1        | 0     | 0        | 1        | 0     | 0        | 0     | 0        | 0.00     | 1.50    |
| 通算：14年 | 通算：14年 | 345   | 33    | 2     | 0     | 1        | 47    | 34    | 29       | --          | .580  | 2658  | 613.0    | 612      | 72          | 231      | 14    | 46       | 434      | 19    | 2        | 315   | 276      | 4.05     | 1.38    |

- 各年度の太字はリーグ最高
- 大洋（横浜大洋ホエールズ）は、1993年に横浜（横浜ベイスターズ）に球団名を変更
- 近鉄（近鉄バファローズ）は、1999年に大阪近鉄（大阪近鉄バファローズ）に球団名を変更

### タイトル
- 最優秀防御率：1回（1992年）

### 表彰
- 月間MVP：1回（1992年8月）
- カムバック賞（2001年）

### 記録
初記録
- 初登板：1988年5月21日、対中日ドラゴンズ6回戦（宮城球場）、7回表に5番手で救援登板、1回1/3を3失点
- 初奪三振：同上、8回表に小野和幸から
- 初先発：1988年9月11日、対ヤクルトスワローズ21回戦（横浜スタジアム）、3回3失点
- 初勝利・初先発勝利：1991年10月10日、対阪神タイガース25回戦（横浜スタジアム）、6回5失点（自責点2）
- 初完投勝利：1992年4月16日、対阪神タイガース3回戦（阪神甲子園球場）、9回1失点
- 初セーブ：1992年6月11日、対ヤクルトスワローズ12回戦（横浜スタジアム）、6回表に2番手で救援登板・完了、4回無失点

その他の記録
- オールスターゲーム出場：3回 （1992年、1995年、2001年）

### 背番号
- 15 （1988年 - 1993年）
- 17 （1994年 - 1997年）
- 21 （1998年 - 2002年）

### 登録名
- 盛田 幸妃 （1988年 - 1993年、1998年 - 2002年）
- 盛田 幸希 （1994年 - 1997年）

## 関連情報

### 作品
- 中村ジン原作・笠原倫作画『復活 The Long and Winding Road』前・後編（白泉社『ヤングアニマル』2000年6、7号掲載）: 脳腫瘍からカムバックを果たすまでの実録コミック。
- フジテレビ『プロ野球ニュース』（1999年12月放送）: 脳腫瘍からカムバックを成し遂げた復活の日を完全密着。夫人との昼食のシーン、試合中の夫人の表情を一部始終収録したスペシャル企画。
- NHK総合『不屈の者たちへ 奇跡のストッパー 人生のマウンドに立つ』（2009年8月19日放送）: 現役時代、脳腫瘍のため再起は不可能といわれながらも手術とリハビリによって奇跡の復活を果たした「奇跡のストッパー」盛田。引退後にも再発し、3度の手術を乗り越えてきた。病と向き合いながらも全力投球で生きる盛田の日々をそれを支えた家族の話を交えて綴ったドキュメント。

### 書籍
- 『彼女がくれたマウンド』（光文社、2000年） ISBN 4-334-97251-9 - 倫子夫人との共著

### 出演
- 侍プロ野球（HBCテレビ・TBSニュースバード）
- TBSラジオ エキサイトベースボール※キャッチコピーは奇跡のリリーバー
- HBCファイターズナイター（HBCラジオ）　※日本ハム戦ビジターゲームの裏送り中継が多い
- イイネ!ベイスターズ（テレビ神奈川）
- ベイスターズくらぶ（テレビ神奈川）
- J SPORTS STADIUM（J SPORTS）
- tvkプロ野球中継 横浜DeNAベイスターズ熱烈LIVE（テレビ神奈川）